# Edgars Jermolajevs
Edgars Jermolajevs (ur. 16 czerwca 1992 roku) – łotewski piłkarz, grający na pozycji lewego pomocnika.

## Kariera piłkarska

### Kariera klubowa
Jest wychowankiem drużyny FK Jūrmala-VV. 1 stycznia 2009 roku podpisał kontrakt z klubem Daugava Ryga, który ówcześnie występował w Virslīdze. W sezonie 2009 jego zespół zajął 8. miejsce, które oznaczało konieczność rozegrania dwumeczu barażowego o miejsce w najwyższej klasie rozgrywkowej z wicemistrzem 1. līgi, zespołem Jaunība Ryga. Dzięki bramce zdobytej na wyjeździe awans uzyskał klub Jaunība Ryga, a drużyna Edgarsa Jermolajevsa spadła z Virslīgi. W sezonie 2010 uplasował się z drużyną na 3. pozycji w 1. līdze.
1 marca 2011 roku podpisał kontrakt z klubem Daugava Dyneburg, który wówczas występował w Virslīdze. W sezonie 2011 jego zespół zajął 3. lokatę. Dzięki temu mógł wziąć udział w I rundzie kwalifikacyjnej Ligi Europy. W następnym sezonie zdobył z tym zespołem mistrzostwo Łotwy. Dzięki temu mogli wystartować w II rundzie kwalifikacyjnej do Ligi Mistrzów. W sezonie 2013 jego drużyna ukończyła rozgrywki na 3. pozycji, co pozwoliło im wystąpić w I rundzie kwalifikacyjnej do Ligi Europy.
1 marca 2014 roku na zasadzie wolnego transferu przeniósł się do klubu Skonto Ryga. W sezonie 2014 zajął z tą drużyną 2. miejsce. Dzięki tej lokacie jego drużyna dostała przepustkę do gry w I rundzie eliminacyjnej do Ligi Europy.
Nie ma informacji o tym do kiedy wiąże go umowa z klubem Skonto Ryga.

### Kariera reprezentacyjna
Edgars Jermolajevs wystąpił w sześciu meczach reprezentacji Łotwy U-19 oraz w jedenastu spotkaniach reprezentacji tego kraju do lat 21.

## Sukcesy i odznaczenia
- Mistrzostwo Łotwy (1 raz): 2012[5]